# 젤라 데이
젤라 데이(Zella Day, 1995년 3월 13일 ~ )는 미국의 싱어송라이터이다.

## 음반 목록
- Powered by Love (2009)
- Kicker (2015)